# Tassonomia degli uccelli di Sibley-Ahlquist
La tassonomia di Sibley-Ahlquist è una tassonomia degli Uccelli proposta da Charles Sibley e Jon Edward Ahlquist nel 1990. Si basa su studi di filogenetica molecolare condotti con l'impiego della tecnica di ibridazione DNA-DNA tra la fine degli anni settanta e gli anni ottanta del XX secolo.
L'ibridazione DNA-DNA è una tecnica comparativa della biologia molecolare, che fornisce dati relativi alla distanza temporale delle differenziazione tra specie anziché dati legati a variazioni di caratteristiche, dati che poi possono essere analizzate al fine di produrre ricostruzioni filogenetiche utilizzando esclusivamente algoritmi per la costruzione di alberi fenetici.
Nell'uso di tale tecnica, la percentuale del DNA condiviso tra due specie è stimata dalla riduzione dei legami a idrogeno tra nucleotidi di DNA delle due specie imperfettamente accoppiato, cioè DNA a doppia elica che sono prodotti sperimentalmente a partire da catene singole di due specie differenti, in confronto al numero dei legami a idrogeno presenti nel DNA perfettamente accoppiato nel caso in cui le due catene sono della stessa specie.
Questo riordinamento rivoluzionario fu inizialmente ampiamente accettato dagli ornitologi nordamericani e la American Ornithologists' Union adottò alcune delle sue conclusioni.
In altre parti del mondo, la sua adozione è stata più difficile: sebbene abbia avuto una forte influenza sugli schemi esistenti di classificazione, la tassonomia non fu adottata nella sua interezza da alcuna autorità.

## Caratteristiche
Questa classificazione è uno dei primi esempi di classificazione cladistica, in quanto codifica molti livelli intermedi di taxa: il "tronco" dell'albero genealogico è la classe Aves, che si ramifica nelle sottoclassi, le quali si suddividono nelle infraclassi e così, a seguire, "parvoclassi", superordini, ordini, sottordini, infraordini, "parvordini", superfamiglie, famiglie, sottofamiglie, tribù, sottotribù e, infine, generi e specie.
Lo studio di classificazione, comunque, non impiegò metodi cladistici moderni, poiché si basava esclusivamente sull'ibridazione DNA-DNA come unico criterio di similarità.
L'organizzazione dei taxa secondo la classificazione Sibley-Ahlquist differisce notevolmente dall'approccio più tradizionale utilizzato nella tassonomia di Clements. 
Ricostruzioni filogenetiche più recenti basate sulla cladistica e l'analisi di massima somiglianza di sequenze di DNA portano a ritenere valida la tassonomia basata sull'ibridizzazione DNA-DNA, come ad esempio nel caso del riconoscimento della monofilia degli uccelli paleognati rispetto a tutti gli altri. Comunque, studi successivi non sono riusciti a supportare molte delle innovazioni introdotte dalla classificazione di Sibley-Ahlquist, come ad esempio la monofilia dei Corvidae.
|  | Anseriformes                                                |
|  |                                                             |
|  | \| \| Galliformes \| \| \| \| \| \| Craciformes \| \| \| \| |
|  |                                                             |
|  | Galliformes                                                 |
|  |                                                             |
|  | Craciformes                                                 |
|  |                                                             |

|  | Galliformes |
|  |             |
|  | Craciformes |
|  |             |

|  | Anseriformes                                                |
|  |                                                             |
|  | \| \| Galliformes \| \| \| \| \| \| Craciformes \| \| \| \| |
|  |                                                             |
|  | Galliformes                                                 |
|  |                                                             |
|  | Craciformes                                                 |
|  |                                                             |

|  | Galliformes |
|  |             |
|  | Craciformes |
|  |             |

|  | Anseriformes                                                |
|  |                                                             |
|  | \| \| Galliformes \| \| \| \| \| \| Craciformes \| \| \| \| |
|  |                                                             |
|  | Galliformes                                                 |
|  |                                                             |
|  | Craciformes                                                 |
|  |                                                             |

|  | Galliformes |
|  |             |
|  | Craciformes |
|  |             |

|  | Anseriformes                                                |
|  |                                                             |
|  | \| \| Galliformes \| \| \| \| \| \| Craciformes \| \| \| \| |
|  |                                                             |
|  | Galliformes                                                 |
|  |                                                             |
|  | Craciformes                                                 |
|  |                                                             |

|  | Galliformes |
|  |             |
|  | Craciformes |
|  |             |

Divergenze basali degli uccelli moderni nella tassonomia di Sibley-Ahlquist
Le maggiori variazioni introdotte al livello di ordine sono:
- Un ordine Struthioniformes più ampio sostituisce gli ordini di uccelli senza ali ("ratiti") Rheiformes (nandù), Casuariiformes (casuario), Apterygiformes (kiwi) e Struthioniformes (struzzo).
- L'ordine Tinamiformes (tinamous) è invariato.
- Un nuovo ordine, grandemente ampliato, Ciconiiformes include i precedenti Sphenisciformes, Gaviiformes, Podicipediformes, Procellariiformes, Pelecaniformes, Ciconiiformes, Falconiformes, Charadriiformes e la famiglia Pteroclidae.
- L'ordine Anseriformes (famiglia Anatidae) è invariato.
- Il nuovo ordine Craciformes, che include la famiglia Cracidae, sostituisce il precedente Galliformes.
- Si è creato l'ordine Ralliformes per includere la famiglia Rallidae, che è tradizionalmente inclusa nell'ordine Gruiformes.
- Il nuovo ordine Gruiformes include le Gruidae.
- Il nuovo ordine Turniciformes, che include la famiglia Turnicidae, sostituisce il precedente Gruiformes.
- Columbiformes (genere Columba).  La famiglia Pteroclidae è stata trasferita all'ordine Ciconiiformes.
- L'ordine Psittaciformes è invariato.
- Il nuovo ordine Musophagiformes, comprendente i turachi, che sostituisce in parte il precedente ordine Cuculiformes.
- Il nuovo ordine Cuculiformes, che include il resto dei Cuculidae.
- Il nuovo ordine Strigiformes ampliato a includere l'ordine Caprimulgiformes.
- Si è creato il nuovo ordine Apodiformes.
- Nuovo ordine Trochiliformes, che include i colibrì. In precedenza Apodiformes.
- L'ordine Passeriformes è invariato.

Alcune di queste variazioni sono aggiustamenti minori. Ad esempio, invece di includere 
rondoni, rondoni arboricoli e colibrì in uno stesso ordine che non include altro, Sibley e Ahlquist li inseriscono nel medesimo superordine che comunque non include altro, essendo costituito da un ordine per i colibrì e un altro per i rondoni e i rondoni arboricoli.
In altre parole, essi ancora considerano i rondoni come i più vicini parenti dei colibrì.
Altre variazioni sono molto più drastiche.
I pinguini erano tradizionalmente considerati distanti da tutte le specie degli altri uccelli viventi.
Ad esempio, Wetmore li includeva da soli in un superordine, mentre tutti gli altri uccelli non-Ratiti erano collocati in un superordine differente.
Sibley e Ahlquist, al contrario, includono i pinguini nella stessa superfamiglia in cui includono i tuffatori (svassi), i Procellariiformes e le fregate.
L'ordine Galloanseres (uccelli acquatici e terricoli) è stato ampiamente accettato.
L'evidenza dal DNA del sistema Sibley-Ahlquist per la monofilia del gruppo è supportata dalla scoperta dell'uccello fossile Vegavis iaai, un uccello acquatico essenzialmente moderno, ma più peculiare, che viveva nei pressi del Capo Horn all'incirca 66-68 milioni di anni fa, quando ancora vi erano i dinosauri.
D'altra parte, pinguini, svassi e così via (colloquialmente chiamati talvolta "uccelli acquatici più elevati") sono tuttora considerati ordini molto antichi di neouccelli, con alte probabilità assieme con gli uccelli limicoli (trampolieri), che sembrano anche i più antichi.
La supposta distinzione di cicogne e aironi, come anche almeno il supposto grado di parentela tra pinguini e fregate sono stati rifiutati.
Queste anomalie, come anche il raggruppamento dei "Ciconiiformes", sembrano originare dalle scorciatoie sia di tipo metodologico sia di tipo analitico dell'ibridizzazione DNA-DNA.
Alla luce di studi più recenti, la AOU, a partire dalla fine degli anni '90 del XX secolo, iniziò a non sostenere più la classificazione di Sibley-Ahlquist come originariamente pubblicata; attualmente, sostiene la tassonomia di Howard-Moore come sistema di riferimento.

## Classificazione

### Palaeognathae
| Ratitae | Struthioniformes | 1. Struthionidae 2. Rheidae 3. Casuariidae 4. Apterygidae |
| Ratitae | Tinamiformes     | 1. Tinamidae                                              |

### Neognathae

#### Galloanserae
| Galloanserae | Gallomorphae  | Craciformes  | 1. Cracidae 2. Megapodiidae                                 |
| Galloanserae | Gallomorphae  | Galliformes  | 1. Phasianidae 2. Numididae 3. Odontophoridae               |
| Galloanserae | Anserimorphae | Anseriformes | 1. Anhimidae 2. Anseranatidae 3. Dendrocygnidae 4. Anatidae |

#### Turnicae
| Turnicae | Turniciformes | 1. Turnicidae |

#### Picae
| Picae | Piciformes | 1. Indicatoridae 2. Picidae 3. Megalaimidae 4. Lybiidae 5. Ramphastidae |

#### Coraciae
| Coraciae | Galbulimorphae  | Galbuliformes  | 1. Galbulidae 2. Bucconidae |
| Coraciae | Bucerotimorphae | Bucerotiformes | 1. Bucerotidae 2. Bucorvidae |
| Coraciae | Bucerotimorphae | Upupiformes    | 1. Upupidae 2. Phoeniculidae 3. Rhinopomastidae                                                                                    |
| Coraciae | Coraciimorphae  | Trogoniformes  | 1. Trogonidae |
| Coraciae | Coraciimorphae  | Coraciiformes  | 1. Coraciidae 2. Brachypteraciidae 3. Leptosomidae 4. Momotidae 5. Todidae 6. Alcedinidae 7. Halcyonidae 8. Cerylidae 9. Meropidae |

#### Coliae
| Coliae | Coliiformes | 1. Coliidae |

#### Passerae
| Passerae | Cuculimorphae   | Cuculiformes    | 1. Cuculidae 2. Centropodidae 3. Coccyzidae 4. Opisthocomidae 5. Crotophagidae 6. Neomorphidae |
| Passerae | Psittacimorphae | Psittaciformes  | 1. Psittacidae |
| Passerae | Apodimorphae    | Apodiformes     | 1. Apodidae 2. Hemiprocnidae |
| Passerae | Apodimorphae    | Trochiliformes  | 1. Trochilidae |
| Passerae | Strigimorphae   | Musophagiformes | 1. Musophagidae |
| Passerae | Strigimorphae   | Strigiformes    | 1. Tytonidae 2. Strigidae 3. Aegothelidae 4. Podargidae 5. Batrachostomidae 6. Steatornithidae 7. Nyctibiidae 8. Eurostopodidae 9. Caprimulgidae |
| Passerae | Passerimorphae  | Columbiformes   | 1. Raphidae 2. Columbidae |
| Passerae | Passerimorphae  | Gruiformes      | 1. Eurypygidae 2. Otididae 3. Gruidae 4. Aramidae 5. Heliornithidae 6. Psophiidae 7. Cariamidae 8. Rhynochetidae 9. Rallidae 10. Mesitornithidae |
| Passerae | Passerimorphae  | Ciconiiformes   | 1. Pteroclidae 2. Thinocoridae 3. Pedionomidae 4. Scolopacidae 5. Rostratulidae 6. Jacanidae 7. Chionidae 8. Pluvianellidae 9. Burhinidae 10. Charadriidae 11. Glareolidae 12. Laridae 13. Accipitridae 14. Sagittariidae 15. Falconidae 16. Podicipedidae 17. Phaethontidae 18. Sulidae 19. Anhingidae 20. Phalacrocoracidae 21. Ardeidae 22. Scopidae 23. Phoenicopteridae 24. Threskiornithidae 25. Pelecanidae 26. Ciconiidae 27. Fregatidae 28. Spheniscidae 29. Gaviidae 30. Procellariidae |
| Passerae | Passerimorphae  | Passeriformes   | 1. Acanthisittidae 2. Pittidae 3. Eurylaimidae 4. Philepittidae 5. Tyrannidae 6. Thamnophilidae 7. Furnariidae 8. Formicariidae 9. Conopophagidae 10. Rhinocryptidae 11. Climacteridae 12. Menuridae 13. Ptilonorhynchidae 14. Maluridae 15. Meliphagidae 16. Pardalotidae 17. Petroicidae 18. Irenidae 19. Orthonychidae 20. Pomatostomidae 21. Laniidae 22. Vireonidae 23. Corvidae 24. Callaeatidae 25. Picathartidae 26. Bombycillidae 27. Cinclidae 28. Muscicapidae 29. Sturnidae 30. Sittidae 31. Certhiidae 32. Paridae 33. Aegithalidae 34. Hirundinidae 35. Regulidae 36. Pycnonotidae 37. Hypocoliidae 38. Cisticolidae 39. Zosteropidae 40. Sylviidae 41. Alaudidae 42. Nectariniidae 43. Melanocharitidae 44. Paramythiidae 45. Passeridae 46. Fringillidae |